# Городская усадьба Кузнецовых
Городска́я уса́дьба За́рина — Долгору́кова — Кузнецо́вой — усадебный комплекс, принадлежавший фарфорозаводчику Матвею Кузнецову.
Имение было построено в конце XVIII века и полностью перестроено в 1875—1901 годах. Изначально усадьба включала главный корпус и по два флигеля с каждой стороны. Архитектор Фёдор Шехтель объединил два левых корпуса в самостоятельную усадьбу, а после расширения участка в 1891-м в его правой части возвёл отдельный особняк Надежды Кузнецовой. Во время строительства вестибюля метро «Проспект Мира» в 1959-м главный корпус имения снесли, разделив участок на два несвязанных владения. В настоящее время левый и правый флигели — самостоятельные здания. Левый на проспекте Мира, дом 41 известен как усадьба Кузнецовых. С 1988 года его арендует Московский фонд культуры, по состоянию на 2016-й в доме также действовали антикафе и Клуб друзей усадьбы.

## История

### Предыстория участка
В конце XVIII века на 1-й Мещанской улице близ храма Филиппа Митрополита находилось обширное владение премьер-майора Сергея Алексеевича Козловского с деревянной усадьбой и просторным садом. В 1792—1795 годах территорию выкупил ротмистр Елизар Анисимович Зарин, который по проекту Московской Управой благочиния возвёл вдоль красной линии улицы каменные флигеля. Предположительно, в строительстве принимал участие архитектор Никола Легран. По бокам от главного трёхэтажного корпуса симметрично разместили более низкие постройки, за ними простирался обширный сад с прудом и хозяйственными службами. В 1808-м имение выкупил Никита Сергеевич Долгоруков. Через четыре года усадьба пострадала от московского пожара. В 1836 году для Комиссии о строении Москвы был составлен план участка и первый подробный чертёж фасадов. На тот момент главное строение украшал массивный портик с четырьмя колоннами, его венчали балкон второго этажа и фронтон. Боковые флигеля с высокими цоколями декорировали трёхосными ордерными композициями и фронтонами с полукруглыми окнами.

### Строительство и использование

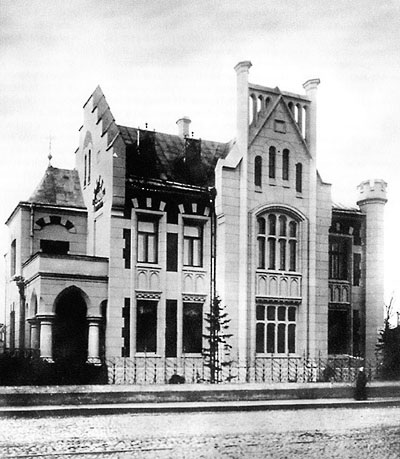
Особняк Надежды Кузнецовой, возведённый в правой части имения Фёдором Шехтелем, 1896 год

К середине XIX века дом перешёл в собственность купчихи Марии Николаевны Мурашевой, а затем — статскому советнику Константину Васильевичу Паженкопфу. 24 сентября 1874 года владение приобрело семейство фарфорозаводчиков Кузнецовых. Официально участок принадлежал жене промышленника Надежде Викуловне Кузнецовой, которая летом 1875-го подала прошение о проведении строительных работ на участке. План реконструкции предусматривал объединение разноэтажных флигелей, располагавшихся слева от главного дома. При этом с улицы реконструированный объём имел один этаж, а со стороны двора — два. Архитектором проекта выступал Фёдор Шехтель, он акцентировал парадный фасад асимметричным эркером с четырёхчастным окном и небольшим аттиком на кровле. По бокам от здания расположились подъезды, оформленные арками с колоннами. В новом доме провели водопровод, обустроили прачечную и отопление, установили керосиновый двигатель и динамо-машину для электрификации участка. По другим данным, в работах принимал участие архитектор Владимир Гамбурцев.
Во время строительства Шехтель также модернизировал главный корпус усадьбы. Он оформил в русском стиле парадную столовую, подаренную Матвеем Кузнецовым супруге в честь серебряной свадьбы. Помещение располагалось на втором этаже и выходило на открытую террасу со спуском в сад. Основным украшением комнаты стали керамические панно на стенах и потолке, часы и вазы, выполненные по рисункам Александра Каминского. В торце зала находилась пятиметровая изразцовая печь, увенчанная скульптурой павлина. Все керамические детали интерьеров изготовили мастера с заводов хозяина дома. Фёдор Шехтель поместил столовую Кузнецовых первой в списке своих работ при получении звания академика. В 1888—1891 годах, предположительно также по проекту архитектора, на втором этаже главного корпуса обустроили домовую церковь святого Матфея. Будучи старообрядцами, хозяева долгое время не могли иметь собственных моленных и вынуждены были скрывать помещение до выхода указа «Об укреплении начал веротерпимости».
В 1891-м Кузнецовы расширили территорию за счёт соседнего имения и через пять лет в правой части владений Шехтель возвёл отдельное стоящее здание — особняк Надежды Кузнецовой, который позднее выделился в самостоятельное владение.
После объединения флигелей в левой части имения их неоднократно реконструировали. Так, в 1893 году по проекту Шехтеля архитектор Иван Кузнецов расширил строение боковыми пристройками. Через пять лет Роман Мельцер дополнил одноэтажную часть дома верхним ярусом. В этот период строение приобрело пышный псеводобарочный декор. Правый ризалит акцентировали пятигранным эркером, поддерживаемый двумя атлантами, над ним разместили нишу с вазой. Скульптурные композиции были выполнены по проекту Сергея Коненкова. По другим данным, атланты появились во время перестройки дома Шехтелем, а надстройка дома произошла в 1901-м под руководством архитектора Василия Иванова, установившего помимо этого ограду на каменных столбах.

### XX век
В 1914 году одновременно с проведением канализации на 1-й Мещанской улице план усадебного комплекса задокументировали на инженерных чертежах. Из них известно расположение и время создания потайной моленной и столовой в главном корпусе.
После Октябрьской революции владения Кузнецовых на 1-й Мещанской улице национализировали. В апреле 1918 года отряд вооружённых людей, называвших себя «независимыми анархистами», занял имение. Для их разгона были вызваны Летучий московский отряд и Финляндская красно-советская рота. Позднее в строениях расположились различные учреждения, а бытовые вещи Кузнецовых раздали всем желающим. Позднее этот дом занимали хозяйственный комитет и совет главного артиллерийского управления Красной армии. Ценности, оставшиеся от прежних владельцев, предали ВЧК, а в 1922-м церковную утварь изъяли «в пользу голодающих». Через два года молельню в главной усадьбе закрыли, а её помещения перестроили под квартиры.
При строительстве вестибюля станции метро «Ботанический сад» в 1959 году старейшую центральную часть бывшей усадьбы Кузнецовых снесли, разделив левый флигель и особняк Надежды Кузнецовой на самостоятельные владения. В середине 70-х годов XX века троллейбус, проезжавший по проспекту Мира, сошёл с рельсов и врезался в левую часть усадьбы. При столкновении осыпался низ одного из атлантов, поддерживающих балкон, для симметрии эту деталь демонтировали и у второго, заштукатурив повреждения. Во время подготовки к московской олимпиаде 1980 года дом планировали демонтировать, чтобы открыть вид на олимпийские объекты с проспекта. От этой задумки отказались, и архитектурный памятник уцелел.

### Современность

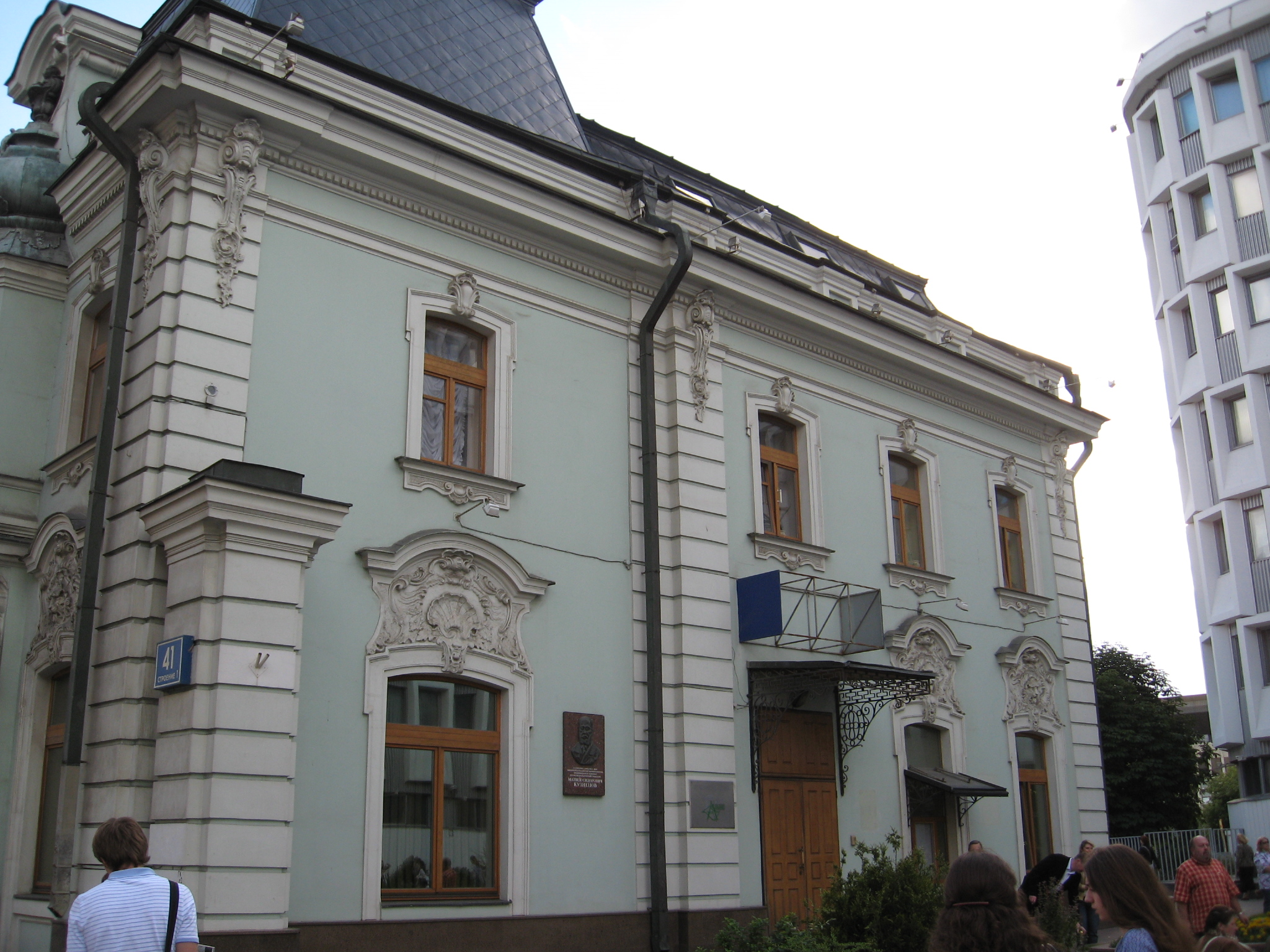
Оформление наличников левого флигеля особняка Кузнецовых, 2011 год

В 1988 году обветшалое строение по адресу проспект Мира, дом 41 арендовал Московский фонд культуры. В 90-х годах в строении также располагался банк. В этот период для нужд организации его реконструировали за счёт частных инвесторов: на первом этаже восстановили комнату с кессонным потолком и эркером, на втором — помещение в правой части здания с деревянным карнизом и эркером. Тем не менее замдиректора департамента культурного наследия Москвы Леонид Кондрашев так прокомментировал качество этих работы: 
В 1990-е годы это здание было изуродовано реставрацией, уничтожена лепнина, перекроены потолки, переделаны перекрытия. Здание XVIII века стало напоминать обычные офисы. Доступ в него был закрыт.
С 2006 года в бывшем левом флигеле проводятся систематические экскурсии и действует музейная комната купеческого быта, где представлены фотодокументы семейства Кузнецовых. На стене усадьбы установили мемориальную доску, увековечившую архитекторов здания и первых владельцев. В 2013-м проходила реставрация фасадов, во время которой восстановили изначальную расцветку строения и отремонтировали скульптуры атлантов. Через два года были воссозданы интерьеры XIX века и расчищена лепнина. По состоянию на 2016-й в стенах дома действовало антикафе и клуб друзей усадьбы Кузнецовых.

## Архитектурные особенности
Проект Фёдора Шехтеля, создавшего первоначальный облик левого корпуса усадьбы, отличался характерными чертами модерна: многофасадностью и асимметрией. Эркер первого этажа располагается в углублённой части парадного фасада и сдвинут относительно центра здания. Декор формируют контрналичники с лепными сандриками, маскароны, фигурные кронштейны и филёнки.
На нижнем этаже дома находились четыре комнаты по сторонам от коридора. Первую из них украшал массивный дубовый камин и деревянные панели, вторую — мраморный камин, её стены были декорированы тонированной лепниной. Богатый рельефный узор также украшал гостиную на втором этаже, внешняя стена которой оформлена пятигранным эркером, а потолки — деревянным карнизом. Во время реставрации 2016 года исследователи открыли позолоченную поталь, которую восстановили и законсервировали для проведения дальнейших работ.

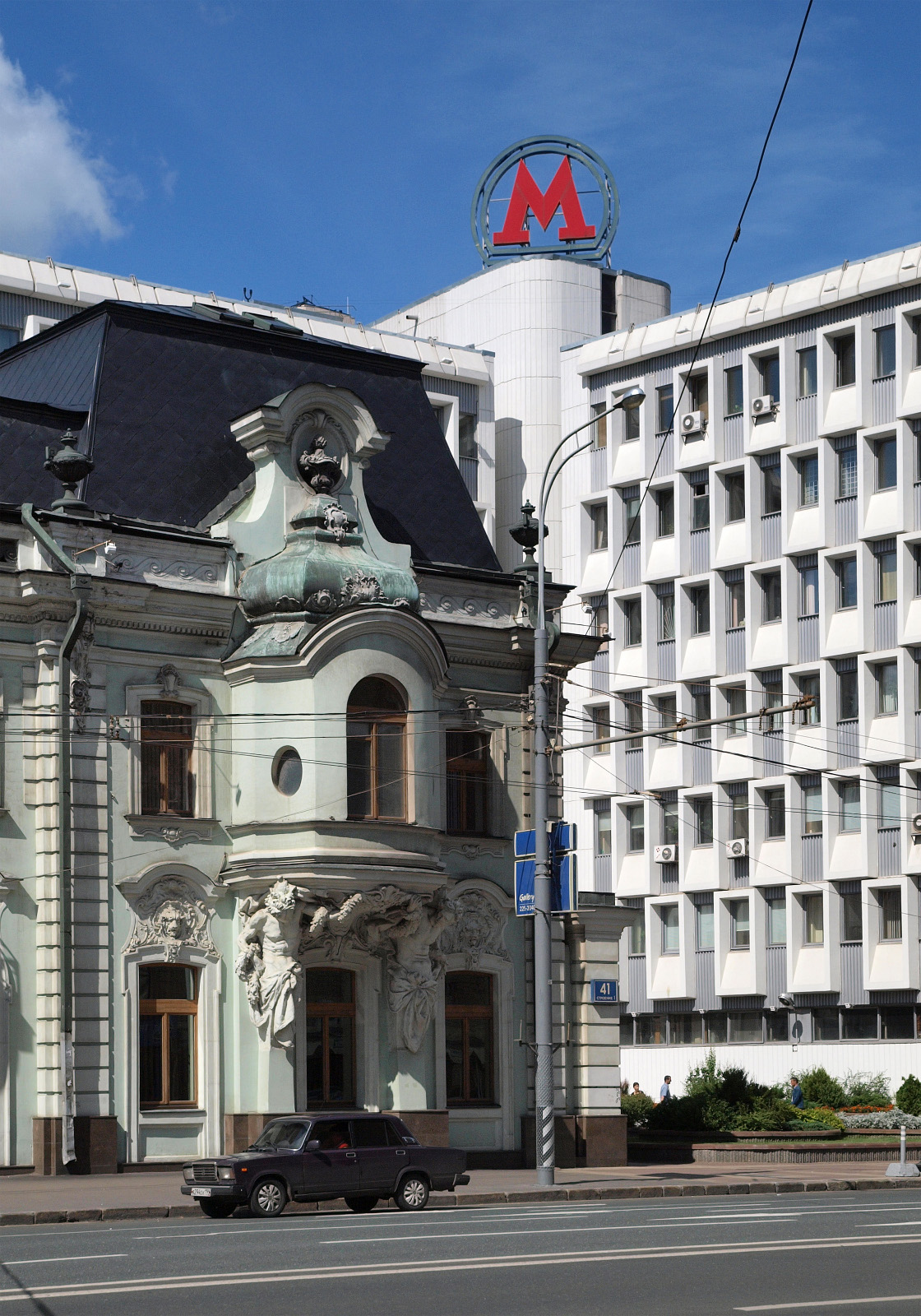
Эркер левого флигеля усадьбы Кузнецовых, 2009 год
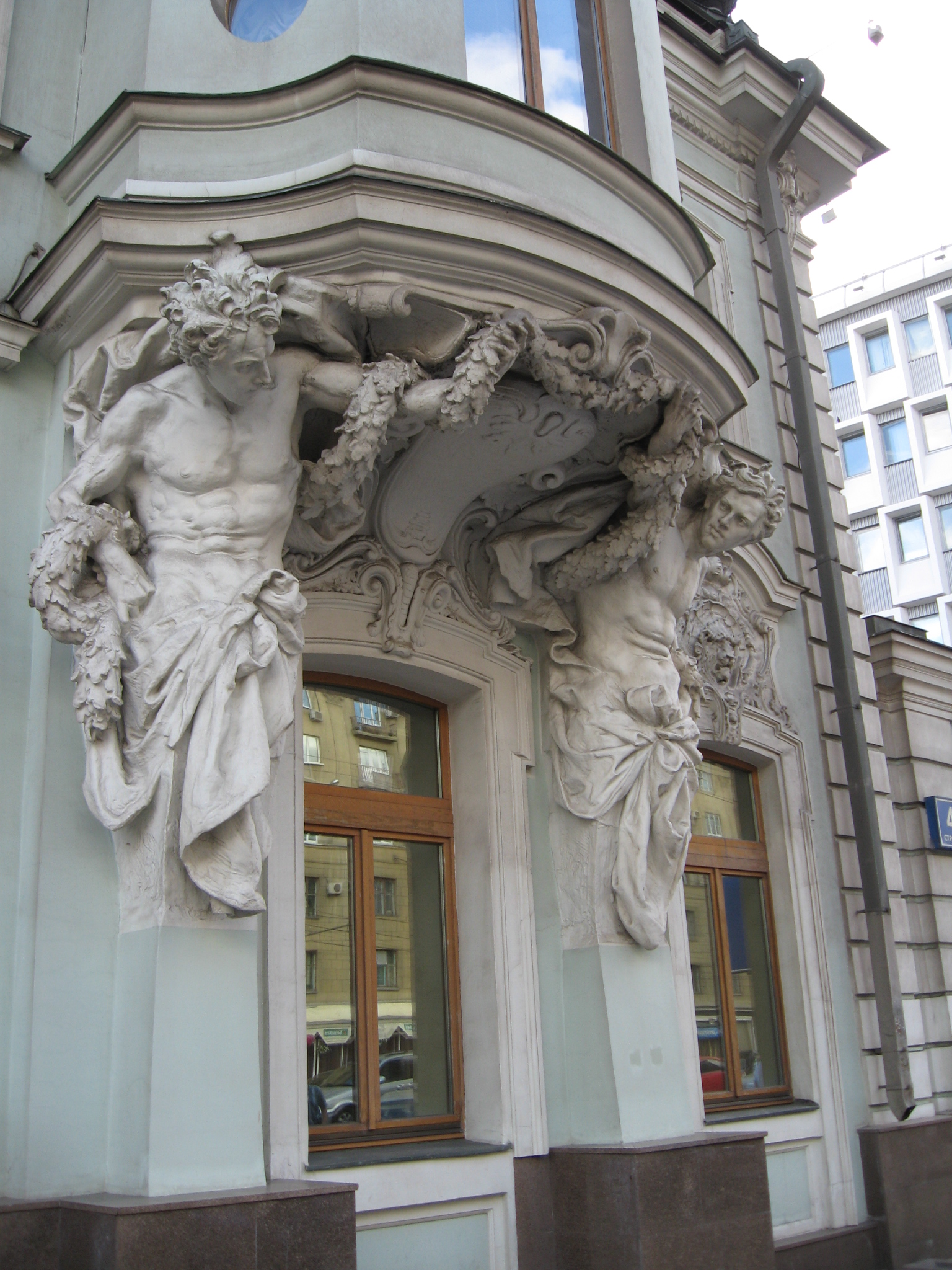
Атланты на левом флигеле усадьбы Кузнецовых, 2015 год
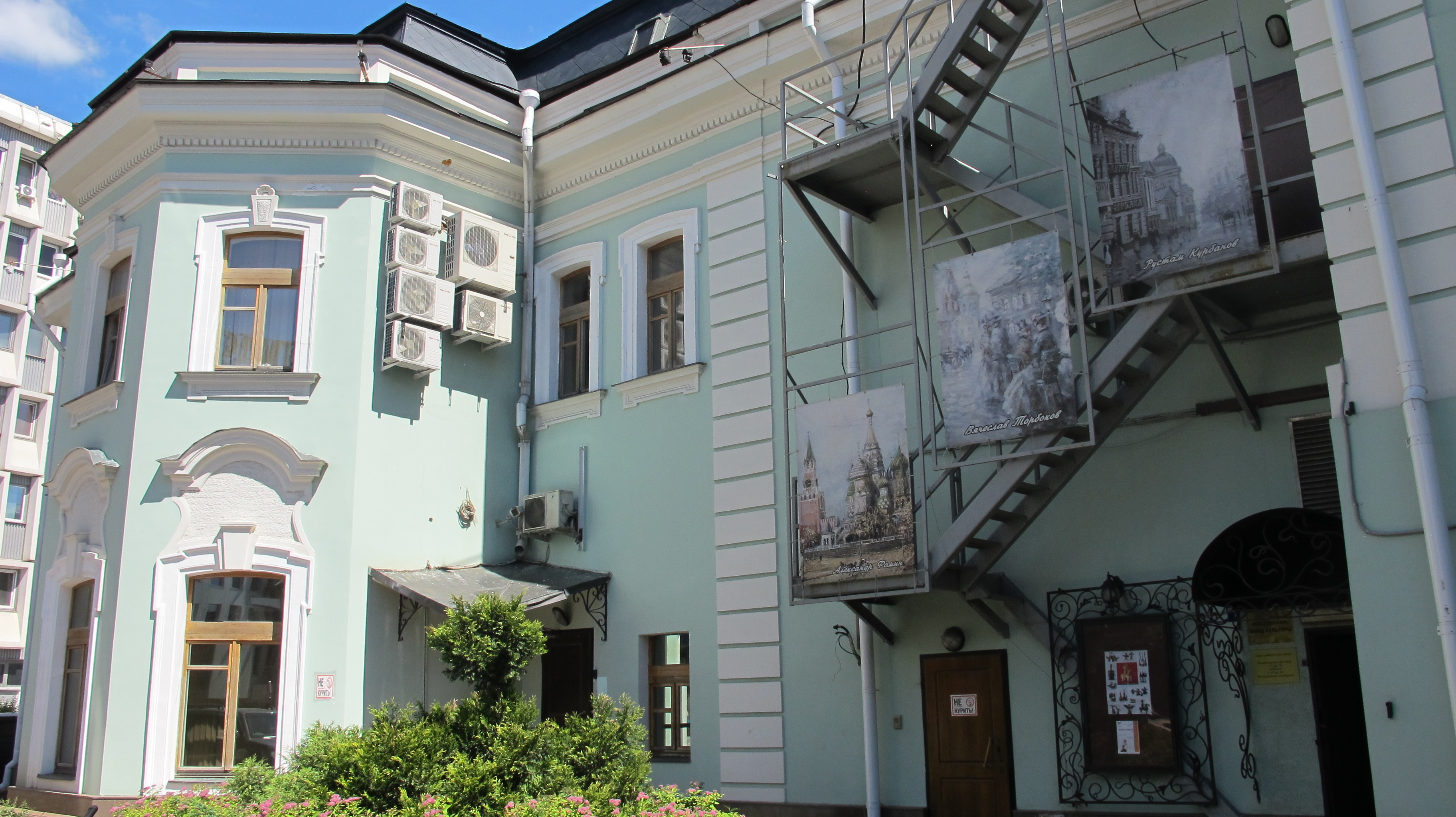
Задний фасад усадьбы Кузнецовых, 2015 год